# Vix dum a Nobis
Vix dum a Nobis è un'enciclica di papa Pio IX, pubblicata il 7 marzo 1874 e scritta all'Episcopato austriaco.
Il Pontefice descrive la situazione della Chiesa in Austria, e denunzia i progetti di leggi statale che ledono il Concordato stipulato nel 1855, vedendovi in essi un ritorno al giuseppinismo. Inoltre ribadisce il valore del Concordato ed invita l'Episcopato a trovare i mezzi più efficaci per assicurare alla Chiesa la sua libertà.